# Емітерно-зв'язана логіка

Схема логічного елемента ЕЗЛ

Емітерно-зв'язана логіка, ЕЗЛ (англ. Emitter Coupled Logic, ECL) — технологія побудови цифрових схем на основі біполярних транзисторів включених за схемою диференціального підсилювача. ЕЗЛ є найшвидкодіючою з усіх типів логіки, побудованої на біполярних транзисторах. Це пояснюється тим, що транзистори в ЕЗЛ працюють у лінійному режимі, не переходячи у режим насичення, вихід з якого уповільнений.

## Принцип роботи
Низькі значення логічних перепадів в ЕЗЛ-логіці сприяють зниженню впливу на швидкодію паразитних ємностей, а диференціальний підсилювач на вході дозволяє значно зменшити вплив синфазних збурень у вхідному сигналі.
Основна деталь ЕЗЛ-логіки — схема потенційного порівняння, зібрана не на діодах (як у ДТЛ), а на транзисторах за схемою диференціального підсилювача. Як правило, один транзистор у схемі порівняння підключений до опорного рівня, рівному напрузі логічного порогу, а інші транзистори є входами. Вихід схеми порівняння подається на підсилювальні транзистори, а з них — на вихідні емітерні повторювачі. Використання емітерних повторювачів на виході значно зменшує вихідний опір схеми, забезпечує можливість підключення значної кількості входів інших елементів та забезпечує шунтування збурень в ланцюгу навантаження.

## Параметри
Типові параметри для серії К500:
- споживана потужність: близько 50 міліВатт;
- час перемикання: 4-6 нс.
- напруга живлення:
  - вхідний каскад: −5,2 Вольта
  - вихідний каскад: −2 Вольта
- опір резисторів навантаження: 51 Ом
- логічні рівні (для серії К500):
  - логічна одиниця: −1,6 — −2 Вольта
  - логічний нуль: −0,8  Вольта

## Переваги та недоліки
Основною перевага ЕЗЛ є підвищена швидкість (150 МГц вже в перших зразках 1960-х років і 0,5 … 2 ГГц у 1970-1980-х). Також, виходи кількох елементів ЕЗЛ можуть бути об'єднані на спільному резисторі навантаження.
Основний недолік — відносно високе енергоспоживання, необхідність використання двох джерел живлення (для вхідного та вихідного каскадів окремо), необхідність встановлення додаткових резисторів навантаження.